# 8143 Nezval
8143 Nezval este un asteroid din centura principală, descoperit pe 11 noiembrie 1982, de Antonín Mrkos.